# Llac Sarısu
El llac Sarısu (àzeri: Sarısu gölü que vol dir "Llac Groc") és llac més gran de l'Azerbaidjan ubicat als districtes d'İmişli i de Sabirabad de la plana de Kur-Araz.

## Descripció
El llac Sarısu, d'aigua dolça, s'estén al llarg del riu Kura des del districte d'İmişli al sud-est i fins al districte de Sabirabad i aconsegueix una longitud total de 22 km. És un dels quatre llacs presents a la zona. El llac s'origina al llac Ağgöl a través d'un canal, que també és reomplert per les aigües subterrànies i la pluja, i desemboca al riu Kura. La sortida al Kura està regulada per una estació que allibera aigua a Muradbəyli.
El llac està separat de les zones residencials del nord per una carretera que impedeix que es pugui contaminar. La part sud del llac va estar contaminat per aigües de les activitats relacionades amb l'extracció de petroli.

## Enllaços enterns
- Imatge setèl·lit del llac Sarısu a Wikimapia
- Llac Sarısu a l'hivern (Wikipedia en àzeri)